# 온세역 (부에노스아이레스 지하철)

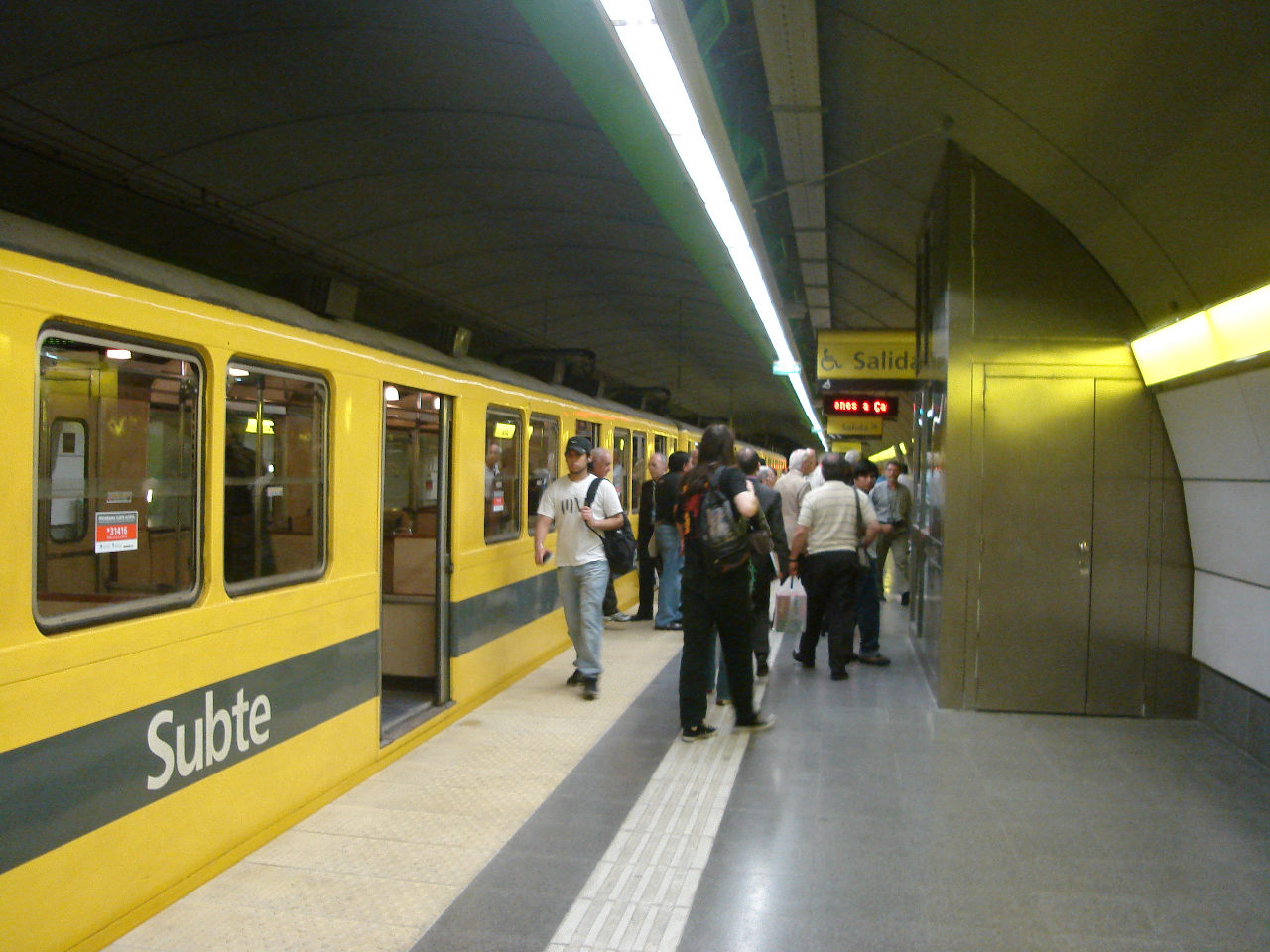
온세역

온세역(스페인어: Once - 30 de Diciembre)은 부에노스아이레스 지하철 H선의 지하철역이다.